# Drosophila bromelioides
Drosophila bromelioides är en tvåvingeart som beskrevs av Crodowaldo Pavan och Cunha 1947. Drosophila bromelioides ingår i släktet Drosophila och familjen daggflugor.
Artens utbredningsområde är Brasilien.